# Thlaspi bornmuelleri
Thlaspi bornmuelleri är en korsblommig växtart som först beskrevs av Karl Heinz Rechinger, och fick sitt nu gällande namn av Ian Charleson Hedge. Thlaspi bornmuelleri ingår i släktet skärvfrön, och familjen korsblommiga växter. Inga underarter finns listade i Catalogue of Life.